# SN 2008S
SN 2008S – niepotwierdzona supernowa typu IIn? odkryta 12 lutego 2008 roku w galaktyce NGC 6946. Jej maksymalna jasność wynosiła 17,83m.
Prawdopodobnie tzw. fałszywa supernowa.